# Sdružení dopravních podniků ČR
Sdružení dopravních podniků ČR je zájmové sdružení právnických osob, a to zejména 22 dopravních podniků, které provozují městskou hromadnou dopravu v největších městech České republiky. Sídlí v Praze-Vysočanech. Sdružení bylo založeno 24. července 1991 a dále upraveno smlouvou zakládajících členů ze dne 12. listopadu 1992 a od 20. prosince 2000 je zaregistrováno u Úřadu městské části Praha 9.

## Činnost
Sdružení poskytuje platformu pro vzájemnou spolupráci členů v oblasti organizace, řízení a ekonomiky městské hromadné dopravy a jejího materiálně technického, dopravně provozního a legislativního zajištění, zejména sdílení informací a vzájemné konzultace. Ve výročních zprávách sdružení jsou především rozsáhlé statistiky o dopravě provozované členy sdružení a zpráva o činnosti jednotlivých odborných skupin.
Podle stanov má sdružení tyto poradní odborné skupiny:
- dopravně provozní
- tramvajová
- trolejbusová
- autobusová
- pevná trakční zařízení
- tramvajové tratě
- ekonomická
- marketingová
- personální
- přepravní kontrola

## Členové
Členové sdružení jsou buď tzv. řádní členové nebo tzv. ostatní členové. Řádnými členy mohou být provozovatelé MHD v České republice, ostatním členem může být dodavatelská nebo spolupracující firma.
Řádnými členy jsou:
- Dopravní podnik města Brna, a. s.
- Dopravní podnik města České Budějovice, a. s.
- Dopravní podnik města Děčína, a. s.
- Dopravní podnik města Hradce Králové, a. s.
- Dopravní podnik měst Chomutova a Jirkova, a. s.
- Dopravní podnik Karlovy Vary, a.s.

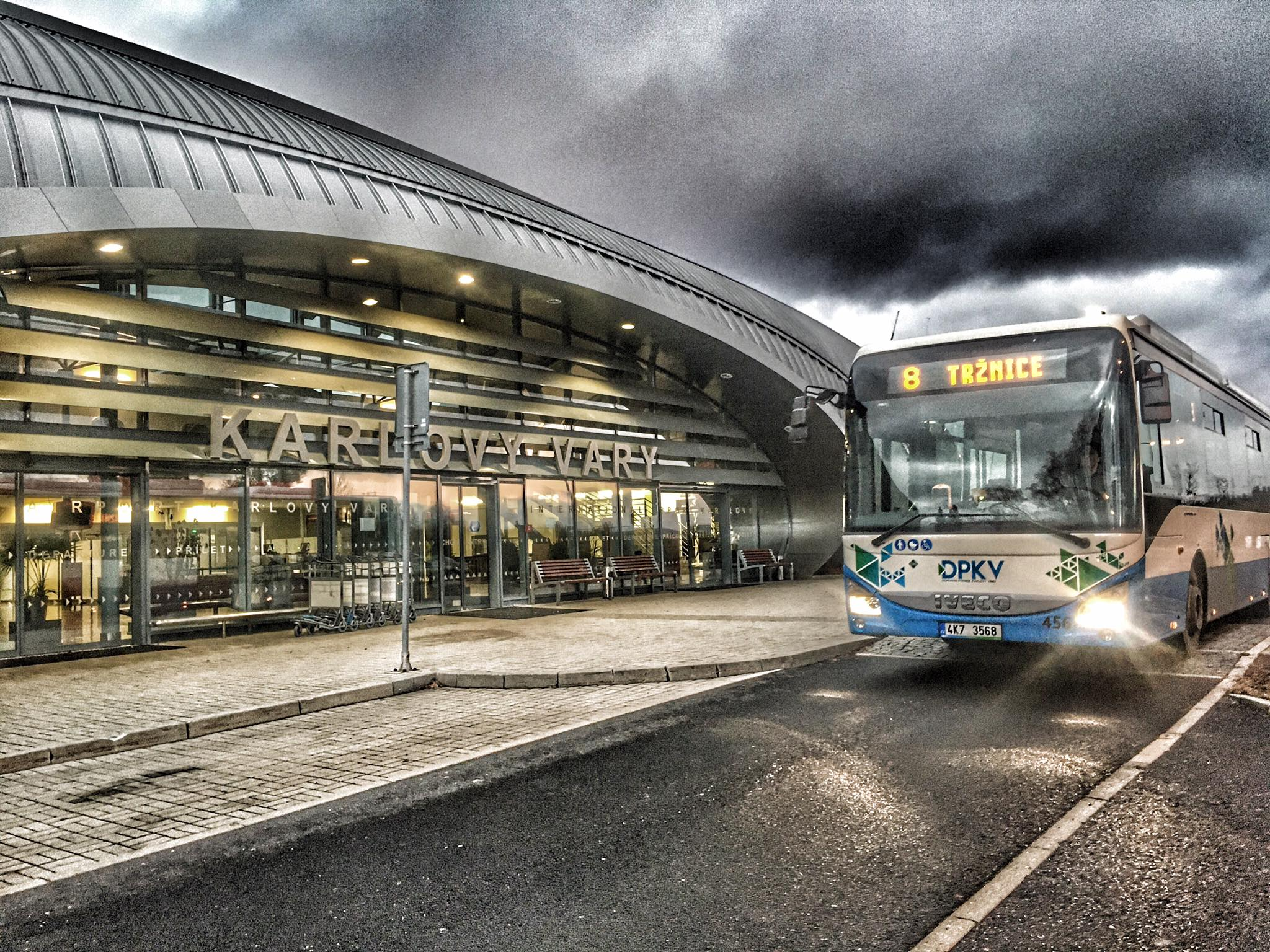

- Dopravní podnik města Jihlavy, a. s.
- Dopravní podnik měst Liberce a Jablonce nad Nisou, a. s. (do listopadu 2010 Dopravní podnik města Liberce a. s.)
- Městská doprava Mariánské Lázně, s. r. o.
- Dopravní podnik Mladá Boleslav, s.r.o.
- Dopravní podnik měst Mostu a Litvínova, a. s.
- Dopravní podnik města Olomouce, a. s.
- Městský dopravní podnik Opava, a. s.
- Dopravní podnik Ostrava, a. s.
- Dopravní podnik města Pardubic, a. s.
- Plzeňské městské dopravní podniky, a. s.
- Dopravní podnik hl. m. Prahy, a. s.
- ARRIVA CITY s.r.o.
- Dopravní podnik města Ústí nad Labem, a. s.
- Dopravní společnost Zlín-Otrokovice, s. r. o.

V roce 2023 měli řádní členové 21.137 zaměstnanců, z toho 9.972 řidičů MHD.
V roce 2023 mělo sdružení 133 „ostatních členů“.